# Futbol'nyj Klub Lokomotiv Moskva 2022-2023
Questa voce raccoglie le informazioni riguardanti la Lokomotiv Moskva nelle competizioni ufficiali della stagione 2022-2023.

## Stagione
La stagione 2022-2023 vede la 31ª partecipazione alla Prem"jer-liha per la Lokomotiv Mosca, che affida la panchina al tecnico tedesco Josef Zinnbauer. La squadra di Mosca, dopo aver concluso il campionato precedente in sesta posizione, non si qualifica a nessuna competizione europea fermo restando che la UEFA ha bloccato le partecipazioni di squadre russe in seguito all'invasione russa dell'Ucraina del 2022. Il primo incontro della stagione è stato il 17 luglio e ha visto di fronte il Nižnij Novgorod alla RŽD Arena. Nonostante una superiorità numerica di oltre un'ora il punteggio è stato fissato sull'1-1. Il 30 luglio la Loko subisce la prima sconfitta, perdendo 5-0 per mano dello Zenit San Pietroburgo.
Il 20 agosto arriva la prima vittoria stagionale per la Lokomotiv, che si impone per tre reti a zero in casa del Chimki. L'8 ottobre viene esonerato il tecnico Zinnbauer, con la squadra al 14º posto e reduce da cinque sconfitte consecutive. Il 13 ottobre l'incarico di allenatore viene affidato temporaneamente all'uzbeko Andrei Fyodorov, già alla guida del Kazanka Mosca. Il 13 novembre Michail Galaktionov, già CT della Russia under 21, viene nominato nuovo allenatore dei Loko. L'anno 2022 si chiude con la vittoria per 3-1 sul Nižnij Novgorod in coppa nazionale col conseguente superamento della fase a gironi.
Il 2023 si apre col doppio confronto in Coppa di Russia contro lo Spartak Mosca, per la qualificazione alle semifinali del percorso RPL. Il 28 febbraio la Lokomotiv ne esce sconfitta con un risultato complessivo di 5-2 e viene ammessa ai quarti di finale del percorso regionale. Il 17 marzo la Lokomotiv Mosca viene eliminata dalla coppa nazionale, ai rigori, contro l'Akron Togliatti, squadra militante in seconda serie. Il 4 giugno si conclude la stagione della Lokomotiv, che sconfigge per 3-1 i concittadini della Torpedo Mosca e chiude il campionato all'ottavo posto.

## Maglie e sponsor
Lo sponsor tecnico per la stagione 2022-2023 è Adidas, mentre lo sponsor ufficiale è RŽD.
|  | Casa |  | Trasferta |  | Terza maglia |  |

## Organigramma societario
Dal sito internet ufficiale della società.
Area direttiva
- Presidente: Vasilj Kiknadze
- Direttore esecutivo: Vladimir Koroktov
- Direttore sportivo: Thomas Zorn

Area tecnica

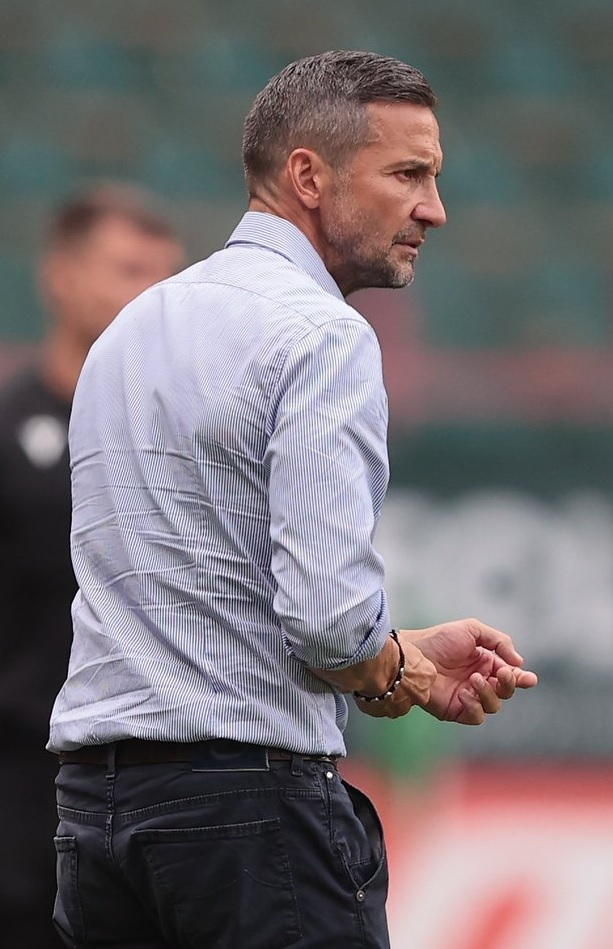
Josef Zinnbauer, allenatore della Lokomotiv Mosca nella prima parte della stagione

- Allenatore: Josef Zinnbauer[1]; Andrei Fyodorov[2]; Michail Galaktionov[3]
- Allenatore in seconda: Marvin Compper[4]; Fadlu Davids[5]; Dmitrij Los'kov[6]
- Allenatore in terza: Oleg Pašinin[6]
- Allenatore dei portieri: Sascha Marth[1]; Zaur Chapov
- Preparatore atletico: Sergej Alexeev, Lucio Da Silva

Area medica
- Responsabile fisioterapia e riabilitazione: Martin Hämmerle
- Fisioterapisti: Sergej Semakin, Juan Alberto Pinar Sans
- Massaggiatori: Andrej Osmanov, Oleg Novikov
- Medico sportivo: Igor' Kaljužn'ij
- Riabilitazione: Andrej Kuznecov, Aleksej Miglo

Area amministrativa
- Team manager: Eduard Schnorr
- Traduttore: Murat Sasiev, Dmitrij Krajtor
- Amministrazione: Aleksandr Krumin, Stanislav Mitrochin

Pubbliche relazioni
- Commercializzazione amministratore: Anatolij Maškov
- Membro ufficio stampa: Vladimir Konjuchov
- Operatore: Boris Dzgoev

## Rosa

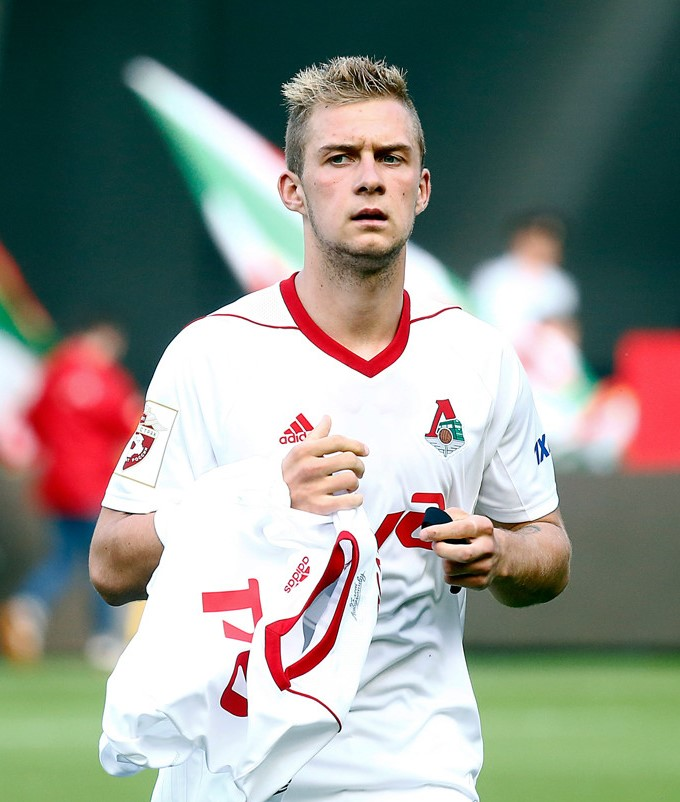
Barinov, è il capitano della Lokomotiv Mosca

La rosa tratta dal sito ufficiale.
| N. |                        | Ruolo | Calciatore                 |
| -- | ---------------------- | ----- | -------------------------- |
| 1  | Russia (bandiera)      | P     | Guilherme (vice capitano)  |
| 2  | Russia (bandiera)      | D     | Dmitrij Živogljadov        |
| 3  | Brasile (bandiera)     | D     | Lucas Fasson               |
| 4  | Russia (bandiera)      | C     | Stanislav Magkeev          |
| 5  | Russia (bandiera)      | C     | Konstantin Maradišvili     |
| 6  | Russia (bandiera)      | C     | Dmitrij Barinov (capitano) |
| 7  | Paesi Bassi (bandiera) | A     | Gyrano Kerk                |
| 7  | Russia (bandiera)      | A     | Artëm Dzjuba               |
| 8  | Francia (bandiera)     | C     | Alexis Beka Beka           |
| 8  | Russia (bandiera)      | D     | Igor' Smol'nikov           |
| 9  | Russia (bandiera)      | A     | Ivan Ignat'ev              |
| 10 | Francia (bandiera)     | A     | Wilson Isidor              |
| 11 | Russia (bandiera)      | C     | Anton Mirančuk             |
| 12 | Albania (bandiera)     | D     | Mario Mitaj                |
| 15 | Russia (bandiera)      | A     | Maksim Glušenkov           |
| 16 | Croazia (bandiera)     | D     | Tin Jedvaj                 |
| 17 | Russia (bandiera)      | C     | Rifat Žemaletdinov         |

| N. |                      | Ruolo | Calciatore        |
| -- | -------------------- | ----- | ----------------- |
| 18 | Ucraina (bandiera)   | D     | Mark Mampassi     |
| 19 | Russia (bandiera)    | A     | Sergej Pinjaev    |
| 20 | Russia (bandiera)    | D     | Ivan Kuz'mičev    |
| 22 | Russia (bandiera)    | P     | Il'ja Lantratov   |
| 24 | Russia (bandiera)    | D     | Maksim Nenachov   |
| 25 | Guinea (bandiera)    | A     | François Kamano   |
| 29 | Brasile (bandiera)   | A     | Pedrinho          |
| 30 | Argentina (bandiera) | D     | Germán Conti      |
| 31 | Polonia (bandiera)   | D     | Maciej Rybus      |
| 53 | Russia (bandiera)    | P     | Daniil Chudjakov  |
| 60 | Russia (bandiera)    | P     | Andrej Savin      |
| 69 | Russia (bandiera)    | C     | Daniil Kulikov    |
| 71 | Armenia (bandiera)   | D     | Nair Tiknizjan () |
| 73 | Russia (bandiera)    | C     | Maksim Petrov     |
| 75 | Russia (bandiera)    | C     | Sergej Babkin     |
| 77 | Serbia (bandiera)    | A     | Marko Rakonjac    |
| 93 | Russia (bandiera)    | C     | Artëm Karpukas    |

## Calciomercato

### Sessione estiva
| Acquisti         | Acquisti       | Acquisti         | Acquisti                   |
| R.               | Nome           | da               | Modalità                   |
| ---------------- | -------------- | ---------------- | -------------------------- |
| D                | Ivan Kuz'mičev | Ural             | definitivo (1,2 milioni €) |
| D                | Mario Mitaj    | AEK Atene        | definitivo (3 milioni €)   |
| D                | Lucas Fasson   | Athl. Paranaense | definitivo (3 milioni €)   |
| A                | Ivan Ignat'ev  | Rubin            | gratuito                   |
| A                | Pedrinho       | Bragantino       | definitivo (3,5 milioni €) |
| A                | Marko Rakonjac | Čukarički        | definitivo (2,5 milioni €) |
| Altre operazioni |                |                  |                            |
| R.               | Nome           | da               | Modalità                   |
| D                | Vitalij Ljscov | Achmat Groznyj   | fine prestito              |
| C                | Andrej Nikitin | Fakel Voronež    | fine prestito              |

| Cessioni         | Cessioni           | Cessioni               | Cessioni                       |
| R.               | Nome               | a                      | Modalità                       |
| ---------------- | ------------------ | ---------------------- | ------------------------------ |
| D                | Maciej Rybus       |                        | svincolato                     |
| C                | Alexis Beka Beka   | Nizza                  | definitivo (13 milioni €)      |
| C                | Dmitrij Rybčinskij | Nižnij Novgorod        | prestito                       |
| A                | Jan Kuchta         | Sparta Praga           | prestito oneroso (1 milione €) |
| Altre operazioni |                    |                        |                                |
| R.               | Nome               | a                      | Modalità                       |
| D                | Artur Čërnyj       |                        | svincolato                     |
| D                | Vitalij Ljscov     |                        | svincolato                     |
| D                | Evgenij Morozov    | Fakel Voronež          | prestito                       |
| D                | Boris Rotenberg    |                        | ritirato                       |
| C                | Sergej Babkin      | Kryl'ja Sovetov Samara | prestito                       |
| C                | Andrej Nikitin     | Ufa                    | prestito                       |
| C                | Maksim Petrov      | Alanija Vladikavkaz    | prestito                       |
| C                | Kiryl Zinovič      | Vitória Guimarães      | definitivo (0,8 milioni €)     |

### Sessione invernale
| Acquisti         | Acquisti         | Acquisti               | Acquisti                   |
| R.               | Nome             | da                     | Modalità                   |
| ---------------- | ---------------- | ---------------------- | -------------------------- |
| P                | Il'ja Lantratov  | Chimki                 | gratuito                   |
| D                | Germán Conti     | Benfica                | gratuito                   |
| D                | Igor' Smol'nikov | Torpedo Mosca          | gratuito                   |
| A                | Artëm Dzjuba     |                        | svincolato                 |
| A                | Maksim Glušenkov | Kryl'ja Sovetov Samara | definitivo (2,6 milioni €) |
| A                | Sergej Pinjaev   | Kryl'ja Sovetov Samara | definitivo (2,6 milioni €) |
| Altre operazioni |                  |                        |                            |
| R.               | Nome             | da                     | Modalità                   |
| A                | Nikita Chlynov   | Forte Taganrog         | fine prestito              |

| Cessioni         | Cessioni       | Cessioni     | Cessioni                         |
| R.               | Nome           | a            | Modalità                         |
| ---------------- | -------------- | ------------ | -------------------------------- |
| D                | Tin Jedvaj     | Al-Ain       | prestito oneroso (0,2 milioni €) |
| D                | Mark Mampassi  | Antalyaspor  | prestito                         |
| A                | Gyrano Kerk    | Anversa      | prestito oneroso (0,6 milioni €) |
| A                | Pedrinho       | San Paolo    | prestito                         |
| A                | Marko Rakonjac | Stella Rossa | prestito                         |
| Altre operazioni |                |              |                                  |
| R.               | Nome           | a            | Modalità                         |

## Risultati

### Prem'er-Liga

#### Girone di andata
| Arbitro: | Kazarcev (San Pietroburgo) |

|            |           |            |
| Isidor 52’ | Marcatori | 72’ Krotov |

| Arbitro: | Suchoj (Ljubercy) |

|                                       |           |                         |
| Mirančuk 35’ (rig.) Maradišvili 90+4’ | Marcatori | 4’ Komličenko 88’ Utkin |

| Arbitro: | Karasëv (Mosca) |

|                                                                 |           |  |
| Wendel 63’ Claudinho 76’ Sergeev 80’, 90+3’ Bakaev 90+1’ (rig.) | Marcatori |  |

| Arbitro: | Bezborodov (San Pietroburgo) |

|                                 |           |  |
| Ramírez 78’ Olusegun 85’, 90+5’ | Marcatori |  |

| Arbitro: | Kukuljak (Kaluga) |

|                       |           |               |
| Mirančuk 90+2’ (rig.) | Marcatori | 69’ Glušenkov |

| Arbitro: | Sidenkov (San Pietroburgo) |

|  |           |                                       |
|  | Marcatori | 22’ Kerk 34’ Kamano 90+1’ Maradišvili |

| Arbitro: | Levnikov (San Pietroburgo) |

|                                                      |           |             |
| Ignat'ev 9’, 12’, 20’ Kerk 53’ Mirančuk 90+4’ (rig.) | Marcatori | 69’ Syčevoj |

| Arbitro: | Turbin (Dmitrov) |

|                     |           |                        |
| Mirančuk 42’ (rig.) | Marcatori | 3’ Konaté 62’ Sadulaev |

| Arbitro: | Bezborodov (San Pietroburgo) |

|                               |           |  |
| Morozov 45+5’ Kvekveskiri 58’ | Marcatori |  |

| Arbitro: | Levnikov (San Pietroburgo) |

|             |           |  |
| Sobolev 35’ | Marcatori |  |

| Arbitro: | Ivanov (Rostov sul Don) |

|                              |           |                                                 |
| Barinov 90+2’ Ignat'ev 90+4’ | Marcatori | 8’ Kaštanov 41’ Jušin 62’ Ranđelović 65’ Miškić |

| Arbitro: | Levnikov (San Pietroburgo) |

|                                            |           |  |
| Noboa 33’ Joãozinho 67’, 82’ Sarveli 90+2’ | Marcatori |  |

| Arbitro: | Kukuljak (Kaluga) |

|  |           |              |
|  | Marcatori | 48’ Karpukas |

| Arbitro: | Kukujan (Soči) |

|           |           |                                                    |
| Kamano 1’ | Marcatori | 32’ (rig.) Smolov 63’ Zacharjan 90+3’ (rig.) Fomin |

| Arbitro: | Ljubimov (San Pietroburgo) |

|  |           |            |
|  | Marcatori | 22’ Medina |

#### Girone di ritorno
| Arbitro: | Bezborodov (San Pietroburgo) |

|                             |           |                                     |
| Gazinskij 67’ Filipenka 90’ | Marcatori | 16’ Mirančuk 90+5’ (aut.) Filipenka |

| Arbitro: | Moskalёv (Voronež) |

|            |           |                              |
| Isidor 87’ | Marcatori | 22’ (rig.) Promes 29’ Prucev |

| Arbitro: | Karasëv (Mosca) |

|                |           |                      |
| Komličenko 87’ | Marcatori | 33’, 57’, 64’ Dzjuba |

| Arbitro: | Kukujan (Soči) |

|  |           |             |
|  | Marcatori | 11’ Pinjaev |

| Arbitro: | Levnikov (San Pietroburgo) |

|                                      |           |                        |
| Barinov 47’ Glušenkov 51’ Dzjuba 66’ | Marcatori | 29’ Alonso 39’ Córdoba |

| Arbitro: | Šafeev (Volgograd) |

|  |           |                                          |
|  | Marcatori | 15’, 31’ Dzjuba 27’ Barinov 90’ Mirančuk |

| Arbitro: | Kukujan (Soči) |

|               |           |                          |
| Glušenkov 26’ | Marcatori | 40’ Wendel 77’ Cassierra |

| Arbitro: | Kazarcev (San Pietroburgo) |

|                |           |                                             |
| Vorob'ëv 45+1’ | Marcatori | 11’, 30’ Glušenkov 26’ Tiknizjan 55’ Kamano |

| Arbitro: | Karasëv (Mosca) |

|                |           |            |
| Zabolotnyj 22’ | Marcatori | 87’ Isidor |

| Arbitro: | Bezborodov (San Pietroburgo) |

|                                                             |           |             |
| Mirančuk 27’ (rig.) Dzjuba 52’, 71’ Ignat'ev 73’ Isidor 76’ | Marcatori | 60’ Rudenko |

| Arbitro: | Suchoj (Ljubercy) |

|                                         |           |  |
| Tiknizjan 41’ Karpukas 45+1’ Isidor 75’ | Marcatori |  |

| Arbitro: | Ljubimov (San Pietroburgo) |

|              |           |            |
| Cypčenko 40’ | Marcatori | 48’ Isidor |

| Arbitro: | Amelij (Tula) |

|              |           |  |
| Mirančuk 87’ | Marcatori |  |

| Arbitro: | Saf'jan (Mosca) |

|                                 |           |                                                       |
| Smolov 45+3’ (rig.) Sazanov 55’ | Marcatori | 45+1’ Tiknizjan 63’ Glušenkov 76’ Nenachov 88’ Isidor |

| Arbitro: | Čeban (Mosca) |

|                                      |           |                |
| Tiknizjan 50’ Pinjaev 57’ Isidor 73’ | Marcatori | 65’ Stefanovič |

### Coppa di Russia

#### Fase a gironi
| Arbitro: | Kukujan (Soči) |

|                      |           |  |
| Aleksandrov 10’, 61’ | Marcatori |  |

| Arbitro: | Ljubimov (San Pietroburgo) |

|                          |                      |                                  |
| Kamano 6’ Kerk 58’       | Marcatori            | 12’ Litvinov 20’ Córdoba         |
| Isidor Pedrinho Ignat'ev | Tiri di rigore 3 – 1 | Ramírez Sorokin Krivcov Achmetov |

| Arbitro: | Čistjakov (Azov) |

|  |           |                                        |
|  | Marcatori | 20’, 36’, 50’, 59’ Pedrinho 57’ Isidor |

| Arbitro: | Amelin (Tula) |

|              |           |  |
| Mirančuk 54’ | Marcatori |  |

| Arbitro: | Karasëv (Mosca) |

|             |           |  |
| Achmetov 1’ | Marcatori |  |

| Arbitro: | Ivanov (Rostov sul Don) |

|                                     |           |                         |
| Tiknizjan 30’ Kamano 33’ Isidor 82’ | Marcatori | 90+2’ (rig.) Sulejmanov |

#### Fase a eliminazione diretta
| Arbitro: | Bezborodov (San Pietroburgo) |

|  |           |            |
|  | Marcatori | 16’ Prucev |

| Arbitro: | Ivanov (Rostov sul Don) |

|                                                        |           |                   |
| Ignatov 15’ Zobnin 56’ Martins 81’ Promes 90+9’ (rig.) | Marcatori | 17’, 82’ Mirančuk |

| Arbitro: | Čistjakov (Azov) |

|                                                                      |                      |                                                                     |
| Makarov 14’                                                          | Marcatori            | 75’ Kamano                                                          |
| Savičev Sasin Ėl'darušev Apekov Čudin Palienko Makarov Chodžanijazov | Tiri di rigore 7 – 6 | Žemaletdinov Pinjaev Kamano Nenachov Rakov Ščetinin Conti Kuz'mičëv |

## Statistiche

### Statistiche di squadra
| Competizione    | Punti | In casa | In casa | In casa | In casa | In casa | In casa | In trasferta | In trasferta | In trasferta | In trasferta | In trasferta | In trasferta | Totale | Totale | Totale | Totale | Totale | Totale | DR  |
| Competizione    | Punti | G       | V       | N       | P       | Gf      | Gs      | G            | V            | N            | P            | Gf           | Gs           | G      | V      | N      | P      | Gf     | Gs     | DR  |
| --------------- | ----- | ------- | ------- | ------- | ------- | ------- | ------- | ------------ | ------------ | ------------ | ------------ | ------------ | ------------ | ------ | ------ | ------ | ------ | ------ | ------ | --- |
| Prem'er-Liga    | 45    | 15      | 6       | 3       | 6       | 30      | 23      | 15           | 7            | 3            | 5            | 24           | 23           | 30     | 14     | 6      | 10     | 54     | 46     | +8  |
| Coppa di Russia | 11    | 4       | 2       | 1       | 1       | 6       | 4       | 5            | 1            | 1            | 3            | 8            | 8            | 9      | 3      | 2      | 4      | 14     | 12     | +2  |
| Totale          | -     | 19      | 8       | 4       | 7       | 36      | 27      | 20           | 8            | 4            | 8            | 32           | 31           | 39     | 16     | 8      | 15     | 68     | 58     | +10 |

### Andamento in campionato
| Giornata  | 1 | 2  | 3  | 4  | 5  | 6  | 7 | 8  | 9  | 10 | 11 | 12 | 13 | 14 | 15 | 16 | 17 | 18 | 19 | 20 | 21 | 22 | 23 | 24 | 25 | 26 | 27 | 28 | 29 | 30 |
| --------- | - | -- | -- | -- | -- | -- | - | -- | -- | -- | -- | -- | -- | -- | -- | -- | -- | -- | -- | -- | -- | -- | -- | -- | -- | -- | -- | -- | -- | -- |
| Luogo     | C | C  | T  | T  | C  | T  | C | C  | T  | T  | C  | T  | T  | C  | C  | T  | C  | T  | T  | C  | T  | C  | T  | T  | C  | C  | T  | C  | T  | C  |
| Risultato | N | N  | P  | P  | N  | V  | V | P  | P  | P  | P  | P  | V  | P  | P  | N  | P  | V  | V  | V  | V  | P  | V  | N  | V  | V  | N  | V  | V  | V  |
| Posizione | 8 | 10 | 12 | 14 | 13 | 12 | 8 | 10 | 11 | 12 | 13 | 14 | 13 | 14 | 14 | 14 | 14 | 13 | 12 | 11 | 11 | 11 | 10 | 10 | 10 | 9  | 10 | 9  | 9  | 8  |

Legenda:

Luogo: C = Casa; T = Trasferta. Risultato: V = Vittoria; N = Pareggio; P = Sconfitta.

### Statistiche dei giocatori
In corsivo i calciatori che hanno lasciato la squadra a stagione in corso.
| Giocatore       | Prem'er-Liga | Prem'er-Liga | Prem'er-Liga | Prem'er-Liga | Coppa di Russia | Coppa di Russia | Coppa di Russia | Coppa di Russia | Totale   | Totale | Totale      | Totale     |
| Giocatore       | Presenze     | Reti         | Ammonizioni  | Espulsioni   | Presenze        | Reti            | Ammonizioni     | Espulsioni      | Presenze | Reti   | Ammonizioni | Espulsioni |
| --------------- | ------------ | ------------ | ------------ | ------------ | --------------- | --------------- | --------------- | --------------- | -------- | ------ | ----------- | ---------- |
| S. Babkin       | 1            | 0            | 0            | 0            | 1               | 0               | 0               | 0               | 2        | 0      | 0           | 0          |
| A. Bagamaev     | 1            | 0            | 0            | 0            | 0               | 0               | 0               | 0               | 1        | 0      | 0           | 0          |
| D. Barinov      | 27           | 3            | 8            | 1            | 7               | 0               | 2               | 0               | 34       | 3      | 10          | 1          |
| A. Beka Beka    | 2            | 0            | 3            | 1            | -               | -               | -               | -               | 2        | 0      | 3           | 1          |
| D. Chudjakov    | 14           | -30          | 0            | 0            | 5               | -5              | 0               | 0               | 19       | -35    | 0           | 0          |
| G. Conti        | 3            | 0            | 0            | 0            | 2               | 0               | 1               | 0               | 5        | 0      | 1           | 0          |
| A. Dzjuba       | 11           | 8            | 2            | 0            | 2               | 0               | 0               | 0               | 13       | 8      | 2           | 0          |
| L. Fasson       | 3            | 0            | 0            | 0            | 0               | 0               | 0               | 0               | 3        | 0      | 0           | 0          |
| M. Glušenkov    | 13           | 5            | 1            | 0            | 3               | 0               | 1               | 0               | 16       | 5      | 2           | 0          |
| Guilherme       | 3            | -4           | 0            | 0            | 2               | -1              | 0               | 0               | 5        | -5     | 0           | 0          |
| I. Ignat'ev     | 20           | 5            | 3            | 0            | 7               | 0               | 0               | 0               | 27       | 5      | 3           | 0          |
| W. Isidor       | 20           | 8            | 2            | 0            | 4               | 2               | 1               | 0               | 24       | 10     | 3           | 0          |
| T. Jedvaj       | 14           | 0            | 3            | 0            | 2               | 0               | 0               | 0               | 16       | 0      | 3           | 0          |
| F. Kamano       | 28           | 3            | 3            | 0            | 9               | 3               | 0               | 0               | 37       | 6      | 3           | 0          |
| A. Karpukas     | 27           | 2            | 5            | 0            | 8               | 0               | 1               | 0               | 35       | 2      | 6           | 0          |
| G. Kerk         | 17           | 2            | 1            | 0            | 6               | 1               | 1               | 0               | 23       | 3      | 2           | 0          |
| D. Kulikov      | 13           | 0            | 1            | 0            | 7               | 0               | 0               | 0               | 20       | 0      | 1           | 0          |
| I. Kuz'mičëv    | 13           | 0            | 3            | 0            | 6               | 0               | 1               | 0               | 19       | 0      | 4           | 0          |
| I. Lantratov    | 13           | -12          | 0            | 0            | 2               | -5              | 0               | 0               | 15       | -17    | 0           | 0          |
| S. Magkeev      | 19           | 0            | 7            | 1            | 7               | 0               | 2               | 0               | 26       | 0      | 9           | 1          |
| M. Mampassi     | 7            | 0            | 1            | 1            | 2               | 0               | 0               | 0               | 9        | 0      | 1           | 1          |
| K. Maradišvili  | 21           | 2            | 3            | 0            | 5               | 0               | 0               | 0               | 26       | 2      | 3           | 0          |
| A. Mirančuk     | 28           | 8            | 5            | 0            | 6               | 3               | 1               | 0               | 34       | 11     | 6           | 0          |
| M. Mitaj        | 14           | 0            | 3            | 1            | 4               | 0               | 0               | 0               | 18       | 0      | 3           | 1          |
| M. Nenachov     | 20           | 1            | 6            | 2            | 6               | 0               | 1               | 0               | 26       | 1      | 7           | 2          |
| K. Nikišin      | 0            | 0            | 0            | 0            | 2               | 0               | 0               | 0               | 2        | 0      | 0           | 0          |
| Pedrinho        | 6            | 0            | 0            | 0            | 3               | 4               | 1               | 0               | 9        | 4      | 1           | 0          |
| M. Petrov       | 1            | 0            | 0            | 0            | -               | -               | -               | -               | 1        | 0      | 0           | 0          |
| S. Pinjaev      | 9            | 2            | 1            | 0            | 3               | 0               | 1               | 0               | 12       | 2      | 2           | 0          |
| E. Pogostnov    | 9            | 0            | 3            | 0            | 1               | 0               | 0               | 0               | 10       | 0      | 3           | 0          |
| M. Rakonjac     | 12           | 0            | 0            | 0            | 3               | 0               | 0               | 0               | 15       | 0      | 0           | 0          |
| V. Rakov        | 9            | 0            | 0            | 0            | 4               | 0               | 0               | 0               | 13       | 0      | 0           | 0          |
| A. Savin        | 0            | -0           | 0            | 0            | 1               | -1              | 0               | 0               | 1        | -1     | 0           | 0          |
| M. Ščetinin     | 3            | 0            | 0            | 0            | 2               | 0               | 0               | 0               | 5        | 0      | 0           | 0          |
| I. Smol'nikov   | 6            | 0            | 3            | 1            | 3               | 0               | 0               | 0               | 9        | 0      | 3           | 1          |
| N. Tiknizjan    | 29           | 4            | 7            | 0            | 8               | 1               | 1               | 0               | 37       | 5      | 8           | 0          |
| R. Žemaletdinov | 11           | 0            | 1            | 0            | 1               | 0               | 0               | 0               | 12       | 0      | 1           | 0          |
| D. Živogljadov  | 16           | 0            | 1            | 0            | 5               | 0               | 1               | 0               | 21       | 0      | 2           | 0          |